# Dósan Saitó
Dósan Saitó (japonsky 斎藤 道三, Saitó Dósan; 1494 – 28. května 1556) je synonymum dramatického vzestupu a pádu bouřlivé éry Sengoku džidai. Legenda ho popisuje jako Mamuši z Minó (druh jedovatého hada), kterou získal díky své chladné taktice.
Původně bohatý obchodník z provincie Jamaširo (Kjóto), který svůj vliv a sílu uplatnil k politickému růstu. Stal se služebníkem Jorinariho Toki z provincie Minó (současná prefektura Gifu) a pravděpodobně vykonával úřad správce této provincie. Sídlil na hradě Inabajama a masivně rozšiřoval dále svůj politický i obchodní potenciál. To zákonitě muselo vést ke sporu s jeho dosavadním pánem Jorinarim. Vyvrcholením sporu se stal puč, po jehož vypuknutí byl Jorinari vytlačen za hranice provincie a roku 1542 se Dósan jmenoval daimjó Minó. Jorinari se samozřejmě nemohl smířit se ztrátou svého panství, a tak se spojil se svým jižním sousedem, panem Nobuhidem Odou z provincie Owari. Dósanova armáda však alianci roku 1547 porazila v bitvě o Kanoguči. Vítězství nejen potvrdilo Dósana jako pána provincie, ale rovněž rozšířilo slávu jeho jména po celém Japonsku. Nobuhideho donutily okolnosti uzavřít s novým sousedem mírovou dohodu, která byla potvrzena sňatkem jeho syna Nobunagy a Dósanovy dcery Nohime v roce 1549.
Okolo roku 1555 se začaly šířit zvěsti, že Jošitacu Saitó není skutečným Dósanovým synem. I přes tyto neblahé zprávy Dósan pravděpodobně ustavil Jošitacua svým nástupcem a dědicem, i když existuje několik možných verzí. Včetně verze o sváru a násilném převzetí moci Dósanovým nástupcem. Ať byla pravda jakákoliv, je doloženo, že v posledním období Dósanova života nebyly jeho rodinné vztahy nikterak vřelé.
Ostatně, převrat, kterým se Jošitacu měl dostat k moci údajně proběhl roku 1556. Během něho měly být Dósanovy síly rozdrceny mnohonásobnou přesilou v bitvě u řeky Nagary.
Dósan byl známý jako mistr přezdívek. Jejich velké množství dokonce budí podezření o existenci dvou Dósanů, otce a syna, kdy syn převzal kompletní jméno po otci. Zde následuje výčet jmen, pod kterými byl Dósan také znám: Minemaru (峰丸), Horenbo (法蓮坊), Šogoró Macunami (松浪庄五郎), Masatoši Kankuró Nišimura (西村勘九郎正利), Šinkuró (新九郎), Norihide Nagai (長井規秀), či Tošimasa Sakondaju Saitó (斎藤左近大夫利政).